# الیزابت فریمن
الیزابت فریمن (انگلیسی: Elizabeth Freeman؛ ح. ۱۷۴۴ – ۲۸ دسامبر ۱۸۲۹)، همچنین با نام بت یا موم بت شناخته می‌شد و اهل ایالات متحده آمریکا بود. او اولین برده سیاهی بود که در ایالت ماساچوست آزاد شد. دادگاه عالی قضایی ماساچوست، به نفع فریمن رأی داد و بر اساس قانون اساسی سال ۱۷۸۰ ایالت ماساچوست آزاد شد.

## زندگی‌نامه
فریمن بیسواد بود و هیچ سوابق کتبی از زندگی اش باقی نگذاشته‌است. گذشته او از نوشته‌های افرادی یا کسانی که او داستان‌هایش را برایشان نقل کرده یا کسانی که در مورد او به صورت غیرمستقیم مطالبی را شنیده‌اند و همچنین از اسناد تاریخی، نوشته شده‌است.
فریمن به عنوان یک برده در حدود سال ۱۷۴۴ در مزرعه پیتر هاگ بوم در کلاوراک نیویورک به دنیا آمد. نامش را بت گذاشتند. زمانی که هانا دختر هاگ بوم با جان اشلی ازدواج کرد او را که دختری هفت ساله بود به هنا و همسرش داد. فریمن تا سال۱۷۸۱ با آن‌ها بود.

## جملات نغز
الیزابت فریمن:
در زمانی که من برده‌ام، اگر یک دقیقه ای آزادی به من داده شود، و به من گفته می‌شود که در پایان آن یک دقیقه می‌میرم، آن را می‌پذیرفتم تا فقط یک دقیقه در نزد خدا، زنی آزاد باشم.

## درگذشت
سن واقعی فریمن هرگز مشخص نشد، اما با برآوردی که از سنگ قبر او وجود دارد حدود ۸۵ ساله از دنیا رفته‌است. او در ماه دسامبر سال ۱۸۲۹ درگذشت و در استاکبریج ماساچوست در مقبره خانوادگی سدجویک دفن شد. بر روی سنگ قبر او این جملات نوشته شده‌است:
الیزابت فریمن که با نام مومبت نیز شناخته می‌شود در بیست و هستم دسامبر سال ۱۸۲۹ در گذشت. گمان می‌رود که سن او ۸۵ سال بوده باشد. بعنوان یک برده بدنیا آمد و برای نزدیک به ۳۰ سال برده باقی ماند. خواندن و نوشتن نمی‌دانست ولی در محیط کارش کسی از او برتر یا با او برابر نبود. او هیچگاه وقت تلف نمی‌کرد و اموال را از بین نمی‌برد. او هرگز اعتمادی که به او شده بود را خدشه دار نکرد و همواره مسؤلیت‌هایش را انجام می‌داد. در تمامی شرایط او کمک‌کارترین و منعطف‌ترین دوست بود. مادر خوب، خدا نگهدار.

## میراث
در مورد الیزابت فریمن این تصمیم در دادگاه عالی قضایی ماساچوست در تقاضای تجدید نظر به نفع فریمن رأی داد و آزادی وی را قانونی اعلام کرد. وی بر اساس قانون اساسی سال ۱۷۸۰ ایالت ماساچوست آزاد شد و بردگی را در این ایالت به پایان رساند. ورمونت نیز آن را به‌طور صریح در قانون اساسی خود لغو کرد.